# Estenfeld
Estenfeld – miejscowość i gmina w Niemczech, w kraju związkowym Bawaria, w rejencji Dolna Frankonia, w regionie Würzburg, w powiecie Würzburg, siedziba wspólnoty administracyjnej Estenfeld. Leży około 5 km na północ od Würzburga, przy autostradzie A7 i drodze B19.

## Dzielnice
W skład gminy wchodzą dwie dzielnice: Estenfeld i Mühlhausen.

## Polityka
Wójtem jest Michael Weber (CSU). Rada gminy składa się z 19 członków:
|      | CSU | SPD | FDP | UWG | Razem     |
| 2002 | 10  | 6   | 1   | 2   | 19 miejsc |